# Ébaty
Ébaty é uma comuna francesa na região administrativa da Borgonha-Franco-Condado, no departamento de Côte-d'Or. Estende-se por uma área de 2,14 km². Em 2010 a comuna tinha 260 habitantes (densidade: 121,5 hab./km²).